# Alan Marcus
Alan Marcus (* 9. Juni 1951 in Los Angeles, Kalifornien; † 9. Januar 2015 ebenda) war ein US-amerikanischer Schauspieler, Stuntman und Stunt Coordinator. Er wirkte vor allem in Action- und Science-Fiction-Filmen mit, in denen er an der Seite bekannter Actionfilm-Darsteller wie Chuck Norris, Sylvester Stallone oder Keanu Reeves wirkte. Sein Wirkungszeitraum lag in den 1980er und 1990er Jahren und er spielte an der Seite von Filmgrößen wie Christopher Lee, Tom Hanks, Pierce Brosnan und Eric Roberts.

## Leben
Marcus begann mit dem Beginn der 1980er Jahre mit Tätigkeiten als Stuntman und übernahm außerdem einige Nebenrollen in Spielfilmen. Er wirkte unter anderen 1980 in Octagon, 1981 in Der Gigant, 1982 in Kalte Wut, 1985 in Invasion U.S.A. an der Seite von Chuck Norris mit. 1982 übernahm er im Martial-Arts-Film Das Söldnerkommando die Rolle des Jessie James.
1984 war er im Musikvideo zum Song Back for More von der Band Ratt zu sehen. Im selben Jahr folgten Mitwirkungen in den Musikvideos zu den Songs We're Not Gonna Take It und I Wanna Rock der Musikgruppe Twisted Sister. Mitte der 1980er Jahre war er zusätzlich auch als Stunt Coordinator tätig. 1991 schrieb er das Drehbuch für die Dokumentation How to Become a Hollywood Stuntman, die über das Thema Stuntleute und den Weg dorthin handelt. Sein Wirkungszeitraum lag in den 1980er und 1990er Jahren, doch erschien 2010 mit La Linea 2 eine Art „Nachzügler“-Film, in dem er seine letzte Mitwirkung hatte.
Im Jahr 2014 gab Marcus bekannt, dass er als Drehbuchautor und Produzent bei Esai Morales’ Familienfilm Precious Cargo als Stunt Coordinator, bei der Krimikomödie Bristled und beim Horrorfilm Room and Board mitwirken werde. Alle drei Filme befanden sich im Januar 2015 noch in der Vorproduktion. Sein Tod in der Nacht von Freitag auf Samstag, den 9. Januar 2015, verhinderte seine Mitarbeit. Er wurde 63 Jahre alt.

## Filmografie

### Schauspiel
- 1980: Octagon (The Octagon)
- 1982: CHiPs (Fernsehserie, Episode 5x22)
- 1982: Das Söldnerkommando (Kill Squad)
- 1982: Kalte Wut (Forced Vengeance)
- 1984: City Limits
- 1985: California Clan (Santa Barbara) (Fernsehserie, 2 Episoden)
- 1985: Stand Alone
- 1986: Nighthunter (Avenging Force)
- 1987: The Hidden – Das unsagbar Böse (The Hidden)
- 1991: Alligator II – Die Mutation (Alligator II: The Mutation)
- 1991: Star Trek VI: Das unentdeckte Land[3]
- 1992: F-117 A Stealth-War (Interceptor)
- 1993: The Hidden II
- 1993: Dead Center

### Stunts
- 1980: Die Schläger von Brooklyn (Defiance)
- 1981: Der Gigant (An Eye for an Eye)
- 1982: Ich, der Richter (I, the Jury)
- 1982: Kalte Wut (Forced Vengeance)
- 1983: Streets of Hollywood
- 1983: Die Himmelhunde von Boragora (Tales of the Gold Monkey) (Fernsehserie, Episode 1x21)
- 1983: McQuade, der Wolf (Lone Wolf McQuade)
- 1983: Todesschwadron (Deadly Force)
- 1984: Cleansweep
- 1984: Aufstand der Verfluchten (Maximum Security) (Fernsehserie)
- 1984: City Limits
- 1985: Alles hört auf mein Kommando (Volunteers)
- 1985: Invasion U.S.A.
- 1986: Nomads – Tod aus dem Nichts (Nomads)
- 1986: SideKicks – Karate Kid & Co. (Sidekicks) (Fernsehserie)
- 1986: Der Patriot (The Patriot)
- 1986: Nighthunter (Avenging Force)
- 1987: Hunk
- 1987: American Fighter II – Der Auftrag (American Ninja 2: The Confrontation)
- 1987: House II – Das Unerwartete (House II: The Second Story)
- 1987: Bulletproof – Der Tiger II (Bulletproof)
- 1988: Born to Race
- 1988: The Hunter
- 1988: Eine verrückte Reise durch die Nacht (The Night Before)
- 1988: Freitag der 13. – Jason im Blutrausch (Friday the 13th Part VII: The New Blood)
- 1988: Rambo III
- 1988: Ghost Town
- 1989: Deep Star Six
- 1989: Horror House
- 1989: Hollywood Chaos
- 1990: Snoops (Fernsehserie, Episode 1x13)
- 1990: Peacemaker
- 1990: Ghoulies III
- 1990: Im Dschungel der Unterwelt (Backstreet Dreams)
- 1991: 9 1/2 Ninjas!
- 1991: Desert Force – Entscheidung in der Wüste (Killing Streets)
- 1991: Dangerous Women (Fernsehserie)
- 1991: Dunkle Erleuchtung
- 1991: Star Trek VI: Das unentdeckte Land[3]
- 1991–1992: FBI: The Untold Stories (Fernsehserie, 3 Episoden)
- 1992: House IV
- 1992: Mom und Dad retten die Welt (Mom and Dad Save the World)
- 1992: F-117 A Stealth-War (Interceptor)
- 1992: Final Appeal: From the Files of Unsolved Mysteries (Fernsehserie, 5 Episoden)
- 1992: Cold Heart – Der beste Bulle von L.A. (No Place to Hide)
- 1993: Jason Goes to Hell – Die Endabrechnung (Jason Goes to Hell: The Final Friday)
- 1993: Pumpkinhead 2
- 1994: Was ist los mit Alex Mack? (The Secret World of Alex Mack) (Fernsehserie, Episode 1x01)
- 1994: Love Is a Gun – Mörderische Leidenschaft (Love Is a Gun)
- 1995: Silvester in fremden Betten (Four Rooms)
- 2010: La Linea 2 (Across the Line: The Exodus of Charlie Wright)

### Drehbuch
- 1991: How to Become a Hollywood Stuntman (Dokumentation)